# Rekless
 (octobre 2023).
Si vous disposez d'ouvrages ou d'articles de référence ou si vous connaissez des sites web de qualité traitant du thème abordé ici, merci de compléter l'article en donnant les références utiles à sa vérifiabilité et en les liant à la section « Notes et références ».
Albums de Reks
Along Came the Chosen
(2001) Happy Holidays
(2005)
Rekless est le deuxième album studio de Reks, sorti le 9 décembre 2003.

## Liste des titres
| No  | Titre                                    | Durée |
| --- | ---------------------------------------- | ----- |
| 1.  | Intro                                    |       |
| 2.  | Crush You                                |       |
| 3.  | Soul Bwoy                                |       |
| 4.  | Interlude                                |       |
| 5.  | Man I Am                                 |       |
| 6.  | One                                      |       |
| 7.  | C U Again                                |       |
| 8.  | Put Ur Work in Dog                       |       |
| 9.  | Beastly (featuring Alias et Sunny Black) |       |
| 10. | Interlude                                |       |
| 11. | Back to the Essence                      |       |
| 12. | I Could Be the Next                      |       |
| 13. | Blindfold                                |       |
| 14. | Interlude                                |       |
| 15. | Rise to Occasion                         |       |
| 16. | Fall Down                                |       |
| 17. | Wherever We Go                           |       |
| 18. | Ready For War                            |       |
| 19. | Secure the Building                      |       |
| 20. | Interlude                                |       |
| 21. | Baby Boy (featuring B. Knox)             |       |
| 22. | Melodies in the Dark                     |       |